# Szigetmonostor, Pesta
Szigetmonostor  este un sat în districtul Szentendre, județul Pesta, Ungaria, având o populație de 2.281 de locuitori (2011). 

## Demografie
Componența etnică a satului Szigetmonostor
     Maghiari (97,52%)
     Germani (1,01%)
     Necunoscut (0,56%)
     Alții (0,91%)
Componența confesională a satului Szigetmonostor
     Romano-catolici (32,7%)
     Reformați (16,26%)
     Fără religie (15,3%)
     Luterani (1,93%)
     Atei (1,84%)
     Necunoscută (31,61%)
     Greco-catolici (0,35%)
     Alte religii (1,8%)
Conform recensământului din 2011, satul Szigetmonostor avea 2.281 de locuitori. Din punct de vedere etnic, majoritatea locuitorilor (97,52%) erau maghiari, cu o minoritate de germani (1,01%). Apartenența etnică nu este cunoscută în cazul a 0,56% din locuitori. Nu există o religie majoritară, locuitorii fiind romano-catolici (32,7%), reformați (16,26%), persoane fără religie (15,3%), luterani (1,93%) și atei (1,84%). Pentru 31,61% din locuitori nu este cunoscută apartenența confesională.